# Genosha
Genosha es un país ficticio que aparece en los cómics americanos publicados por Marvel Comics. Es una nación insular que existe en el principal universo compartido de Marvel, conocida como "Tierra 616" en el Universo Marvel y un lugar destacado en la cronología de X-Men. La nación ficticia sirvió como alegoría de la esclavitud y más tarde para el apartheid sudafricano antes de convertirse en una patria mutante y posteriormente en una zona de desastre. La isla está ubicada en la costa sudeste de África, al noroeste de Seychelles y al noreste de Madagascar. Su ciudad capital fue Hammer Bay.

## Historial de publicaciones
Genosha apareció por primera vez en Uncanny X-Men # 235 (octubre de 1988), y fue creado por Chris Claremont y Rick Leonardi.
Genosha recibió una entrada en el Manual Oficial de la Actualización del Universo Marvel '89 # 3.

## Historia

### ApartheidMutante
La isla está localizada en la costa este de África, al norte de Madagascar y se jacta de tener un alto nivel de vida, una excelente economía y libertad de la agitación política y racial que caracterizó a las naciones vecinas. Sin embargo, la prosperidad de Genosha se construyó sobre la esclavitud de su población mutante. Los mutantes en Genosha eran propiedad del estado y los niños que se identificaron positivamente con el gen mutante fueron sometidos a un proceso desarrollado por David Moreau, comúnmente conocido como Geningeniero, despojado de libre albedrío y convertido en "mutados" (un término de Marvel para individuos genéticamente modificados, a diferencia de aquellos que desarrollaron poderes mutantes de manera natural). El Geningeniero también fue capaz de modificar ciertas habilidades mutantes para cubrir una escasez de mano de obra específica. La ciudadanía en Genosha es permanente y el gobierno no reconoce cualquier emigración. Los ciudadanos que intentan abandonar el país son rastreados y forzados a regresar a la isla por la fuerza especial conocida como Press Gang. Press Gang consistió en Hawkshaw, Pipeline y Punchout, y Wipeout les ayudó en su tarea. Los problemas mutantes son manejados por un grupo especial conocido como los Magistrados. Los fundamentos de la sociedad de Genoshan se han trastornado en los últimos años debido a los esfuerzos de intereses mutantes externos. En la primera historia para presentar a la nación, algunos miembros de los X-Men (Wolverine, Rogue y su aliada Madelyne Pryor) fueron secuestrados por los Magistrados de Genoshan, bajo la orden del Geningeniero. Más tarde, en la trama de la Agenda X-Tinction, de múltiples números y múltiples títulos, los X-Men y sus aliados rescataron a sus compañeros de equipo, Tormenta, Meltdown, Rictor y Wolfsbane, del lavado de cerebro de Genoshan, derrocando al gobierno después de descubrir su alianza con el ex aliado de X-Factor se volvió fanático mutante, Cameron Hodge, y ese Havok fue uno de los Magistrados desde que el Asedio Peligroso borró su memoria. El mismo Havok, despertado de su condicionamiento por su hermano Cíclope, le dio el golpe mortal a Cameron Hodge en el proceso.

### El conflicto y reinado de Magneto
Después de la destrucción de Hodge, se estableció un nuevo régimen de Genoshan que prometía un mejor tratamiento de los mutantes. Siguieron un período de agitación general y varios ataques de superhumanos, incluidos los Acólitos de Magneto, quienes no estaban dispuestos a perdonar al antiguo régimen de gobierno por sus crímenes contra los mutantes.
Una versión diferente de X-Factor, incluido Wolfsbane, más tarde regresó a la isla para ayudar a restablecer la paz entre su gobierno y un grupo de seres superpotentes que habían huido de la isla. El gobierno de Genoshan se mostró con intenciones pacíficas, incluso tratando de deshacer los efectos perjudiciales visitados en Wolfsbane. También se demostró que Genosha tiene viviendas típicas de zonas suburbanas, como muchos pueblos pequeños en América.
Después del arco de la historia de "Era de Apocalipsis", se reveló y se volvió a confirmar que Hombre de Azúcar, un refugiado de la línea de tiempo de Era de Apocalipsis, le dio la fórmula del proceso de mutación.
Las Naciones Unidas cedieron la nación al mutante Magneto, después de que demandó la creación de un estado exclusivamente para mutantes. Magneto y sus Acólitos lograron restablecer un mínimo de paz y estabilidad solo hasta que estalló una guerra civil entre él y la población humana restante en la isla liderada por los Magistrados. Finalmente, Magneto derrotó a los Magistrados y restauró el orden en la mayor parte de la isla, quedando brevemente detenidos en Carrion Cove antes de ser destruido.
La eliminación del Legacy Virus le dio a Magneto un ejército recién sano, lo que lo llevó a declarar una campaña de conquista global. Un pequeño equipo de X-Men detuvo este plan, hiriendo gravemente a Magneto en el proceso (el problema original lo presentó como asesinado, pero esto se confirmó en la serie de cómics New X-Men).
Por New X-Men # 115, Genosha tenía una población de dieciséis millones de mutantes y una sociedad estable y avanzada. Sin embargo, toda la isla se redujo a escombros y su población mutante fue asesinada por los Centinelas Salvajes de Cassandra Nova. Hubo pocos sobrevivientes, muchos fueron evacuados, y la Hermandad de Mutantes convirtió a uno de los Centinelas en una estatua conmemorativa.

### Liderazgo de Xavier
Magneto y Xavier se han unido desde entonces para reconstruir la nación isleña como se detalla en la serie Excalibur vol. 3 (2004). Esto va mal ya que las fuerzas militares extranjeras han lanzado un cordón alrededor de la isla; no se permite a nadie entrar, y los que intentan salir son despedidos.
Algunos sobrevivientes y mutantes recién llegados que desean ayudar con el proceso de reconstrucción permanecen en la isla. Los miembros de este 'ejército' de voluntarios incluyen a Calisto, Freakshow y Wicked. Más se encuentran en el campo circundante, algunos se unen con Xavier. Hay un conflicto con los magistrados, exagentes de la ley de la isla. Aunque son asistidos por criaturas humanoides a las que se refieren como 'trolls', las fuerzas de Magistra son expulsadas. Algunos de los magistrados son capturados y mantenidos en la improvisada cárcel de la isla.
En Excalibur # 6, algunos de los magistrados capturados aceptan trabajar con Xavier para reconstruir la isla. A lo largo de toda la serie, Unus el Intocable y su escuadrón de mutantes siguen siendo un problema; No desean formar parte del grupo de Xavier.

### Astonishing X-Men
En el segundo volumen llamado Peligroso, Peligro una inteligencia artificial creada por el mismo, decide matar al profesor y por esto viaja a Genosha a matarlo, allí toma el cuerpo del centinela que hizo el genocidio y trato de liquidar a los X-Men, pero peligro falló y destruyeron parte de Genosha.

### House of M
Más tarde, Magneto se enteró de la crisis nerviosa de su hija, Bruja Escarlata y sus poderes cada vez mayores para alterar la realidad. Magneto arrebató a Wanda de su batalla con sus compañeros vengadores y la llevó a Genosha, donde le pidió a Xavier que restaurara la cordura de la Bruja Escarlata, pero fue en vano. El telépata no podía ayudarla y, preocupado por la amenaza a la realidad que planteaba Wanda, Xavier consultó a los Vengadores y los X-Men sobre qué hacer con ella. Sin embargo, su decisión se volvió discutible, ya que cuando llegaron a Genosha, la realidad se alteró en torno a los héroes, cambiando al mundo gobernado por la "Casa de M".
Si bien la realidad convencional finalmente se restauró, tuvo un alto precio, ya que no miles, sino millones de la población mutante de la Tierra, perdieron sus poderes o murieron en el proceso, dejando solo unos pocos cientos de mutantes vivos y con poder. Al igual que la mayoría de sus nuevos aliados y enemigos de Genoshan, Magneto estaba entre las personas con poder, quedando atrapado en la isla.

### Hijo de M y el incidente colectivo
En la serie limitada Hijo de M hay una batalla entre algunos de los mutantes restantes y los Inhumanos.
En New Avengers # 19-20 se declaró que la energía no se puede crear ni destruir, y lo mismo se aplica a las energías de los numerosos mutantes depowered. Eventualmente, estas energías se reunieron en la forma de un mutante absorbente de energía desprevenida llamado Michael Pointer. Apodado "el Colectivo" por los Vengadores, contra quienes luchó, el Colectivo viajó a Genosha y se acercó al sorprendido Magneto. El Colectivo, controlado por Xorn, intentó restablecer los poderes de Magneto y convencerlo de que guíe a los mutantes restantes a tomar el planeta. Para sorpresa del Colectivo, Magneto resistió y permitió que los Vengadores separaran la energía de su cuerpo y la enviaran al sol. El comatoso Magneto también se lleva bajo custodia de S.H.I.E.L.D., pero el helicóptero que se suponía debía transportarlo fuera de Genosha explota una vez que se levanta. El cuerpo de Magneto no se encuentra. Desde entonces se ha revelado que sobrevivió a la explosión y permaneció sin poder hasta que el peligroso experimento del Alto Evolucionador le devolvió sus habilidades magnéticas.

### Guerra Silenciosa
Hasta la fecha, Genosha está ahora completamente muerta. Ya en ruinas antes, la batalla entre los Inhumanos y el O *N*E destruyó aún más a la nación de la isla que una vez fue orgullosa.
Como Magneto fue la última persona en Genosha, parece que ahora está totalmente deshabitada, lo cual es corroborado por Wiccan y Veloz cuando comenzaron a buscar a su madre, la Bruja Escarlata. Se encontraron con Genosha, una tierra vacía llena de torres destruidas y calles vacías.

### Necrosha y más allá
Se ve a Selene viajando a la ruinosa isla de Genosha con sus seguidores que fueron resucitados por el virus de transmodo Technarch. Dirigido allí por Blink y Caliban, quien le dice a Selene que siente millones de mutantes muertos. Entran en las ruinas y Selene proclama Hammer Bay, la devastada capital de la nación isleña Necrosha, el lugar donde se convertirá en un dios.
Con Eli Bard, Selene resucita a los residentes masacrados de Genosha, con las computadoras de Cerebro y Bastion detectando el aumento de números de mutantes en millones. Un problema se presenta en el han sido impulsados des que muchos de los mutantes recién resucitados, a pesar de haber sido asesinados antes de M-Day. Ruina y Mortis explican lo que sucedió y el Coven comienza a establecer la base en Necrosha.
Selene es finalmente derrotada y asesinada, terminando así el efecto del corrupto virus tecno-orgánico en los cuerpos que revivió y devolviendo a Genosha a una tierra vacía. Según el escritor Chris Yost, Elixir todavía está en Necrosha.
Durante una visita a Genosha realizada por los estudiantes de la Escuela de Jean Grey para Jóvenes Dotados organizados por Beast y Kitty Pryde, Sabretooth y AOA Blob atacaron a Kid Gladiator y Kid Omega para secuestrar a Genesis. Durante este tiempo, no hubo ninguna mención de Elixir viviendo aquí.
Durante la historia de AXIS, Magneto entra en la isla de Genosha para descubrir que se ha convertido en un campo de concentración para mutantes. Él libera a dos chicas mutantes que le dicen que Red Skull es responsable y posee el cerebro del profesor X. Magneto ataca Red Skull, pero es detenido rápidamente por los S-Men de Skull. Magneto es capturado y torturado telepáticamente por Red Skull. Se le dan visiones de quienes están más cerca de él sufriendo mientras no pueden hacer nada para detenerlo. Después de ser liberado por Bruja Escarlata, Rogue y Havok, muerde un frasco debajo de la piel de la hormona de crecimiento mutante, que le da suficiente poder para luchar. Havok, Rogue y Scarlet Witch son capturados por los S-Men de Red Skull y enviados a su campo de concentración en Genosha. Rogue (que todavía tiene a Wonder Man dentro de ella) es capaz de liberar al grupo. Descubren que Magneto ha sido capturado, y también lo liberan. Los tres quieren salir de la isla y alertar al resto de los Vengadores y X-Men de lo que está haciendo Red Skull, pero Magneto dice que se va a quedar y pelear. Antes de que puedan hacer nada, aparece Red Skull. Magneto, Rogue y la Bruja Escarlata lucharon contra Red Onslaught en Genosha y luego se les unieron los Vengadores y los X-Men. Iron Man usó un manipulador telepático para detener la influencia de Red Skull. Cuando más héroes llegaron para ayudar, Red Onslaught reveló que él influenció a Stark para crear un modelo de Centinelas, basado en el conocimiento de los diferentes superhéroes que adquirió después de la Guerra Civil antes de borrar los recuerdos de estos últimos para construirlos. Red Onslaught luego desplegó sus Stark Sentinels para luchar contra los héroes.

### All-New, All-Different Marvel
Como parte de All-New, All-Different Marvel, Magneto y sus Uncanny X-Men usan Genosha como escenario para una emboscada en los Dark Riders, que han estado atacando a mutantes con poderes curativos. Después de derrotar a los Dark Riders, Magneto ata a los Dark Riders y dispara una bomba que los mata y también destruye toda la isla. Era una señal de que Magneto no tiene "ninguna intención de 'poner bajo'".

## Puntos de interés
- Carrion Cove
- Hammer Bay - la capital de Genosha, que es la ciudad más grande de Genosha. Hombre Azúcar tiene un laboratorio secreto debajo de Hammer Bay.
  - Plaza Magda
  - Monumento a Magneto - Un monumento hecho de un Centinela Salvaje por la Hermandad de Mutantes después del ataque de los Centinelas Salvajes en Genosha.

## Otras versiones

### Marvel Noir
En esta realidad, hay una prisión llamada Prisión de la Bahía de Genosha que es algo similar a la Bahía de Guantánamo. Originalmente fue resuelto por los misioneros cuáqueros que construyeron una penitenciaría para aislar a los prisioneros unos de otros y así poder contemplar la gravedad de sus pecados. En la década de 1930, Genosha Bay se convirtió más tarde en una prisión extraterritorial de los Estados Unidos, donde se encuentran presos de los peores casos de todo el mundo y era notoria por practicar castigos inhumanos. En sus prisioneros van desde las privaciones de sueño y la tortura con agua. La prisión de Genosha Bay llamó la atención del público y culminó en una reunión judicial del Senado para considerar el cierre de la prisión. Incluso si la prisión se cerrara, los legisladores no estaban dispuestos a permitir que sus sociópatas criminales más severos permitieran ingresar a las cárceles de Estados Unidos. En realidad, la prisión de Genosha Bay se usó como un campo de prueba para reclutar a los prisioneros como una nueva generación de agentes del gobierno.

### Ultimate Marvel
En la realidad de Ultimate Marvel, Genosha ha aparecido como una isla al sur de Madagascar. Su principal exportación parece ser programas de televisión, especialmente "Hunt for Justice" bajo el control de Mojo Adams y su equipo.Los mutantes fueron reducidos recientemente a ciudadanos de segunda clase después del asesinato de un ministro de gobierno, Lord Joseph Scheele, por un mutante llamado Arthur Centino, también conocido como Longshot, luego de que se descubrió un romance entre Scheele y su novia Espiral. Centino es condenado por Adams y Major Domo a la isla vecina de Krakoa para luchar contra Arcade, pero es salvado por los X-Men. La isla regresa en un arco de Ultimate Spider-Man donde el asesino mutante Deadpool y su escuadrón son contratados por Adams.

## Otros medios

### Televisión
- En la serie animada X-Men, se afirmaba que Genosha era una ambiente amistoso para los mutantes, donde aquellos que poseyeran el "Gen X" podrían vivir pacíficamente sin miedo a repercusiones; esto era una mentira. Tan pronto como los mutantes llegaban a la isla, eran capturados. Les colocaban collares que anulaban sus poderes y eran puestos a trabajar en la construcción de Centinelas para el gobierno de Genosha, bajo la dirección de Bolivar Trask, Cameron Hodge, Henry Peter Gyrich y oficial de gobierno conocido como El Líder. Todo esto cambió con la llegada de los X-Men. Con la ayuda de Cable y una inundación orquestada por Tormenta, los X-Men son capaces de liberar a todos los esclavos mutantes y simultáneamente destruir a los Centinelas. Tras esto se refieren fugazmente a la isla en algunas a lo largo de la serie, una especialmente significativa es la ocasión cuando el representante de Genosha en el Consejo de las Naciones Unidas defiende el actuar de su país explicando que los mutantes allí no son reconocidos como personas sino como recursos naturales, lo que según él convierte su explotación y esclavitud en un acto legal y justificado. Genosha continúa esclavizando mutantes empleando a los Centinelas y a los Magistrados, hasta que son rescatados por Magneto y sus Acólitos, con la ayuda de muchos mutantes, tales como Random, Arclight, Tarbaby, Blockbuster, Peepers, Shocker, e incluso Gambito, Bestia y el Profesor X. Todos los mutantes de Genosha son reubicados en el Asteroide M. No mucho después, el país fue tomado por Magneto, quien estaba listo para declararle la guerra al resto del mundo con los mutantes de Genosha respaldándolo. Sin embargo, nunca llevó a cabo sus planes pues fue requerido al lado de un agonizante Xavier en el episodio final de la serie.

- Genosha también aparece en la nueva serie de Wolverine and the X-Men. En esta ocasión esta isla esta bajo el mandato de Magneto, y donde este ofrece como un santuario para todos los mutantes alrededor del mundo y proponiéndoles paz e igualdad para todos los mutantes que habiten y los que lleguen a esta isla. A pesar de la fachada de un paraíso mutante, Nightcrawler (que tiene la intención de convertirse en un residente Genoshan) pronto se entera de que Magneto es un gobernante opresivo que injustamente encarcelado a mutantes que no cumplen con sus reglas. En "Battle Lines", se revela que el Senador Kelly le dio a Genosha Magneto. En "Ases y Ochos", Genosha ha cerrado sus fronteras. Este mismo episodio continúa presentando a Genosha como una monarquía por Magneto representado como un rey. En el episodio de tres partes "Foresight", Magneto tiene a Mystique de pasar como el senador Kelly y desencadenar los Centinelas en Genosha. Esto formaba parte del plan de Magneto de reprogramarlos para atacar a los humanos solo para enfrentar problemas con la Fuerza Fénix. Después de que la Fuerza Phoenix se detenga, muchos de los seguidores de Magneto han perdido la fe en sus métodos. Scarlet Witch y Polaris tienen a Blink que teletransporta a Magneto y Quicksilver lejos de Genosha. Aunque Genosha ya no es el país de Magneto, Scarlet Witch le dice a Quicksilver que siempre es bienvenido al regresar.

- Genosha aparece en X-Men '97. En los episodios "Comienza la liberación mutante" y "Recuérdalo", las Naciones Unidas discuten la integración de Genosha antes de hacerlo finalmente. Además, a partir del último episodio, Madelyne Pryor, Banshee, Moira MacTaggert, Callisto, Emma Frost y Sebastian Shaw se han convertido en el consejo gobernante del país.

### Cine
Genosha aparece en X-Men y Dark Phoenix. En X-Men, es una isla inexplorada que sirve como base de la Hermandad de Magneto. En Dark Phoenix, es el refugio seguro de Magneto para los mutantes (como Red Lotus/Ariki y Selene Gaillo) sin un hogar al que regresar que le regaló el Gobierno de los Estados Unidos.

### Videojuegos
- En el juego de SNES, Spider-Man y X-Men en la Venganza de Arcade, los niveles de Cyclops son las minas Genosha Centinela.

- En el juego de SNES, X-Men: Mutant Apocalypse, el mutante Apocalipsis estaba usando la isla como escondite y usaba a los esclavos mutantes para sus propios propósitos malvados.

- Genosha es el escenario del Centinela en el juego de arcade y consola X-Men: Children of the Atom. Molde Maestro puede ser visto en el fondo trabajando. Si el Centinela gana, Molde Maestro despega y emprende el vuelo. Sin embargo, si el Centinela pierde, Molde Maestro es destruido también.

- Genosha se ve brevemente en X-Men: Next Dimension, cuando Centinela Prime ataca a Magneto.

- En X-Men Legends, se menciona a Genosha cuando Magneto expone sus demandas en la televisión para convertirlo en un paraíso mutante bajo su control.

- En X-Men Legends II: Rise of Apocalypse, un capítulo de Genosha lo tiene devastado por Apocalipsis. Los X-Men y la Hermandad de Mutantes tuvieron que liberarlo de su control mientras usaban el santuario de Magneto como un centro.

- Genosha es el escenario principal en Deadpool.[29] Aquí, Genosha está en estado de ruinas por los ataques del Centinela y Mr. Siniestro ha hecho su base de operaciones aquí, cosechando la gran cantidad de material genético mutante para sus experimentos. Deadpool viaja a Genosha con los X-Men (que son eliminados cuando Deadpool choca su avión) con la intención de matar a Mr. Siniestro como venganza por matar a una de las marcas de Deadpool.

### Música
- Grabaciones de Genosha: sello experimental de hardcore / gabber / darkcore administrado por The Outside Agency.
- La banda experimental de "cuerdas de metal", Judgement Day, tiene una canción titulada "Genosha" en su álbum "Peacocks / Pink Monsters".

### Imprimir
- Genosha se compara con los Estados Confederados de América en un artículo en The Atlantic.[30]